# Toyone
Toyone (豊根村, Toyone-mura) est un village du district de Kitashitara, dans la préfecture d'Aichi, au Japon.

## Géographie
Le village de Toyone est situé, au Japon, dans l'extrême nord-est de la préfecture d'Aichi, au pied du mont Chausu, à la limite ouest de la préfecture de Shizuoka et au nord de la préfecture de Nagano.

### Démographie
Au 1er février 2016, la population de Toyone s'élevait à 1 189 habitants répartis sur une superficie de 155,88 km2.
Entre 1955 et 1975, la population du village de Toyone a été divisée par deux (le village comptait 5 499 habitants en 1955 et 2 308 en 1975). Elle a continué à décroître les années suivantes (1 722 habitants en 2005) reflétant la tendance au vieillissement des populations rurales du Japon.

### Hydrographie
Le village de Toyone est bordé à l'est par le fleuve Tenryū, dont l'embouchure se situe dans la mer d'Enshū.

### Municipalités voisines
| Neba*   | Urugi* / Anan* / Tenryū*                                  | Tenryū*     |
| Shitara | Toyone(* préfecture de Nagano, ** préfecture de Shizuoka) | Hamamatsu** |
| Tōei    | Tōei                                                      | Hamamatsu** |

## Histoire
En 1889, au cours de la mise en place du nouveau système d'administration des municipalités élaboré par le gouvernement de Meiji, le village de Toyone est officiellement fondé par le regroupement de plusieurs villages.
En 1952, la télévision fait son entrée dans les foyers du village de Toyone.
Le 27 novembre 2005, le village de Tomiyama voisin est intégré au village de Toyone.

## Symboles municipaux
L'arbre symbole de la municipalité de Toyone est le cèdre du Japon, sa fleur symbole le Narcissus et son oiseau symbole le faisan scintillant.